# Teatret Zeppelin
 Der er for få eller ingen kildehenvisninger i denne artikel, hvilket er et problem. Du kan hjælpe ved at angive troværdige kilder til de påstande, som fremføres i artiklen.

Teatret Zeppelin er et børne- og familieteater på Valdemarsgade på Vesterbro i København. Det åbnede som stationært teater i 1994 som en udløber af det turnerende Teaterbutikken & Søn. Teaterhuset rummer sal med plads til 150 publikummer, værksted, systue, café, tekniklager, to skuespillergarderober, kontorer m.m.
Det er bydelens eneste børne- og familieteater. Teatret profilerer sig som et moderne familieteater, hvis formål det er at udvikle en teaterform, som i tematik og scenisk udtryk tiltrækker familie- og skolepublikummet fra 7 år og opefter. Teatrets særegenhed er nydramatiseringer af store børnebogsklassikere og nyskrevne værker, der fortælles med afsæt i børns synsvinkler og verden, ofte med en tematisk skildring af barnets menneskelige udvikling.
Teatret Zeppelin har årligt ca. 27.000 besøgende[kilde mangler]. Weekendforestillingerne gæstes typisk af familiepublikummet, mens hverdagsforestillingerne typisk gæstes af institutioner og skoleklasser fra København og det meste af øvrige Sjælland. Zeppelin tilbyder derfor også undervisningsmateriale på folkeskoleniveau med tværfaglige opgaver og faglig inspiration opbygget omkring teatrets egenproducerede forestillinger. 

## Organisation
Teatret Zeppelin støttes af Københavns Kommune, som er teatrets hovedbidragyder. Derudover opnår teatret økonomisk støtte til produktioner fra diverse fonde og sponsorer. Teatrets bestyrelse består af bestyrelsesformand Christina Krøll, Hannah Karina Mikkelsen, Zenia Stampe, Johanne Eggert og Anne Skovmark. Teatrets ledelse består af administrativ leder Lasse Frank og kunstnerisk leder Mie Brandt. Ledelsen er ansvarlig for teatrets profil og daglige drift. Derudover har Teatret Zeppelin seks fastansatte samt praktikanter og frivillige. Under produktion af en forestilling har teatret op til 25 personer ansat alt efter produktionens størrelse.

## Forestillinger og workshops
Teatret har hvert år i snit to egenproducerede teaterforestillinger på programmet. Derudover byder hver sæson også på en række gæstespil, dvs. forestillinger af andre teatre og turnéteatre, som spilles i Teatret Zeppelins sal i en kortere periode. 
Under navnet ZepZone udbyder Teatret Zeppelin også dramaworkshops for skoleelever, dramaelever, lærere, pædagoger m.m. "BRYD! - en workshop om køn og normer" blev i samarbejde med Københavns Kommune fra 2015-2020 afviklet under Sex & Samfunds landsdækkende kampagne "Uge Sex". Nyeste workshop (2018) er "Børn har ret", som er baseret på FN's Børnekonvention og målrettet elever på 5.-10. klassetrin.
Teatret Zeppelin har desuden to kor: et familiekor og et kvindekor. Korene ledes af Astrid Koppel og er for alle uanset niveau og erfaring. Korene øver en gang om ugen i teatrets skiftende scenografier.

## Teatret Zeppelins egenproduktioner fra 1994 og frem
| PREMIEREDATO | FORESTILLINGSTITEL               |
| 12.04.1994   | Oliver Twist                     |
| 10.11.1994   | Oliver Twist                     |
| 29.03.1995   | De Hellige Aber                  |
| 16.03.1996   | Den Lille Prins                  |
| 02.07.1996   | Bouffonernes Paradis             |
| 15.09.1996   | Peter Pan                        |
| 19.10.1996   | Momo                             |
| 30.10.1996   | Oliver Twist                     |
| 24.11.1996   | Momo                             |
| 11.01.1997   | Den Lille Prins                  |
| 27.09.1997   | Den Hemmelige Have               |
| 17.11.1997   | Den Lille Prins                  |
| 01.02.1998   | Rejsekammeraten                  |
| 11.10.1998   | Junglebogen                      |
| 21.02.1999   | Mio min Mio                      |
| 07.11.1999   | Den Lille Havfrue                |
| 16.04.2000   | Mio Min Mio                      |
| 08.10.2000   | Jesus fra Nazareth               |
| 04.03.2001   | Verden Bag Væggen                |
| 02.09.2001   | Den Lille Prins                  |
| 17.02.2002   | Kong Arthurs Spejl               |
| 01.09.2002   | Kong Arthurs Spejl               |
| 09.03.2003   | Himmelkarrusellen                |
| 24.08.2003   | Den Lille Prins                  |
| 11.01.2004   | Kong Arthurs Spejl               |
| 21.11.2004   | Vesterbro Julevarieté            |
| 06.02.2005   | Himmelkarrusellen                |
| 15.11.2005   | Vesterbro Julevarieté            |
| 26.02.2006   | Mio min Mio                      |
| 04.03.2007   | En som Hodder                    |
| 20.11.2007   | Vesterbro NY Julevarieté         |
| 02.03.2008   | Glaspusterens Børn               |
| 19.01.2009   | Mio min Mio                      |
| 15.04.2009   | U-topi – en dramaworkshop        |
| 04.10.2009   | Klimatopia                       |
| 24.01.2010   | Glaspusterens Børn               |
| 08.02.2010   | Klimatopia                       |
| 03.10.2010   | Brødrene Løvehjerte              |
| 12.01.2011   | Klimatopia                       |
| 09.10.2011   | Snedronningen                    |
| 08.11.2011   | BRYD!                            |
| 18.01.2012   | Brødrene Løvehjerte              |
| 07.10.2012   | 1001 Nat                         |
| 30.01.2013   | Glaspusterens Børn               |
| 08.05.2013   | Familiejazz                      |
| 06.10.2013   | Ronja Røverdatter                |
| 25.01.2014   | 1001 Nat                         |
| 31.08.2014   | Brødrene Løvehjerte              |
| 21.02.2015   | Under Haady’s Skjold             |
| 06.09.2015   | Ronja Røverdatter                |
| 28.01.2016   | Under Haady’s Skjold             |
| 01.10.2016   | Frostbrødre                      |
| 28.01.2017   | 1001 Nat                         |
| 02.09.2017   | Under Haadys Skjold              |
| 27.01.2018   | Drengen der fik en hunds hjerte  |
| 01.09.2018   | Ronja Røverdatter                |
| 27.01.2019   | Frostbrødre                      |
| 28.09.2019   | Mælkebøttereglementet            |
| 25.01.2020   | Drengen der fik en hunds hjerte  |
| 26.09.2020   | Mio, min Mio                     |
| 16.01.2021   | Mælkebøttereglementet            |
| 25.11.2021   | Mio, min Mio (på Randers Teater) |
| 08.01.2022   | Mio, min Mio                     |
| 26.11.2022   | Da julen kom til Mumidalen       |
| 28.01.2023   | Mælkebøttereglementet            |